# Yohaulticetl
Yohaulticetl ("Lekarka Nocy", "Pani Nocy") – aztecka bogini Księżyca – personifikacja Ometeotla.
Yohaulticetl nosiła kilka imion oraz była wcieleniem Metzil, bogini księżyca, miłości i małżeństwa, która w swej złośliwej postaci była panią nocy, wilgoci i zimna. Pod imieniem Yohualticitl była boginią nocy strzegących śpiących dzieci. Jako Yoalticitl była boginią – matką bogów, medycyny, lekarzy, panią kąpieli parowych, porodów i kołyski.